# Zooey Deschanel

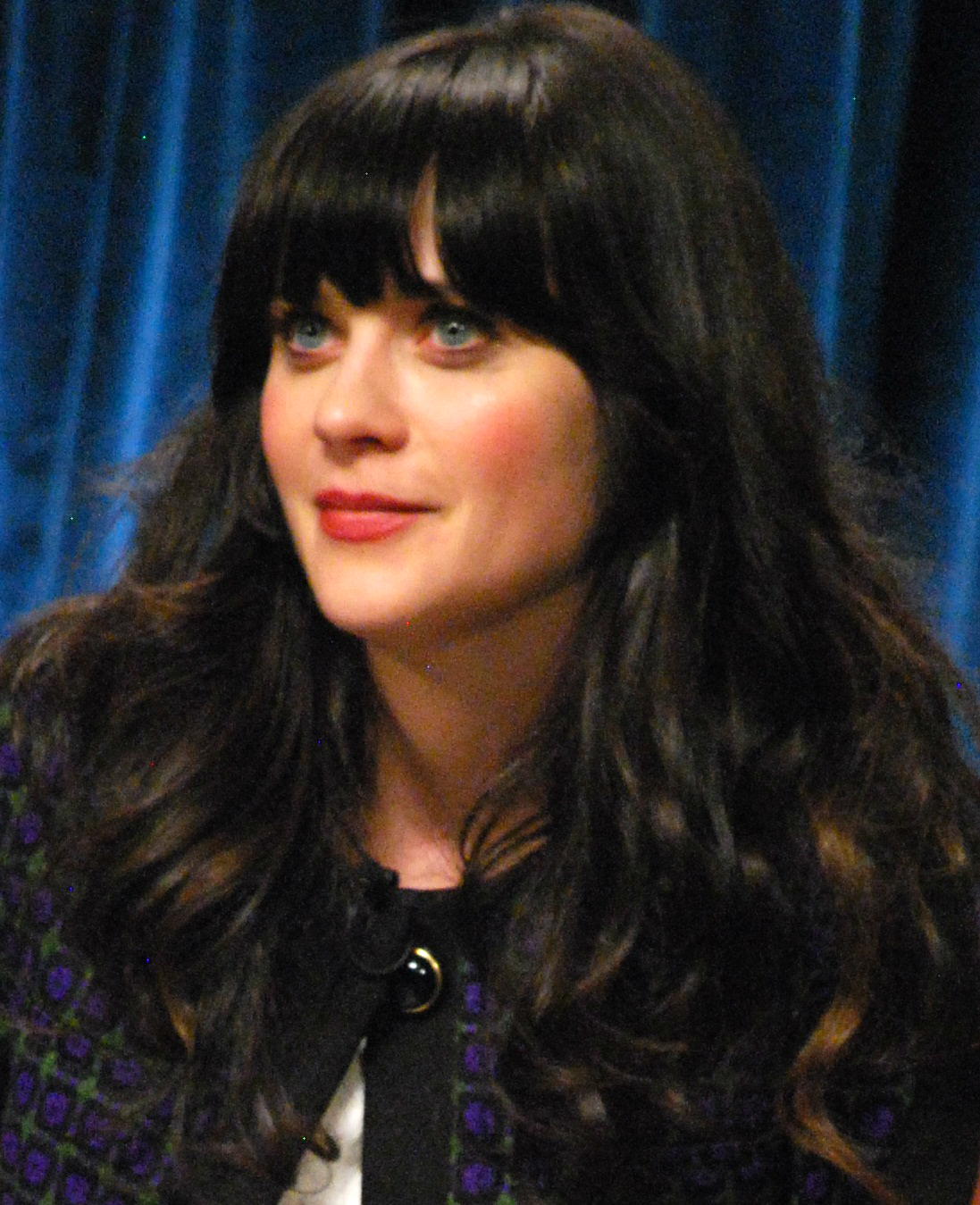
Zooey Deschanel (2012)

Zooey Claire Deschanel (* 17. Januar 1980 in Los Angeles, Kalifornien) ist eine US-amerikanische Schauspielerin und Sängerin.

## Leben
Zooey Deschanel wurde in eine Familie von Filmschaffenden geboren. Ihre Eltern sind der Oscar-nominierte Kameramann Caleb Deschanel und die Schauspielerin Mary Jo Deschanel, geborene Weir. Ihre ältere Schwester Emily ist ebenfalls Schauspielerin.
Deschanel wurde nach dem männlichen Protagonisten Zooey Glass aus J. D. Salingers Roman Franny und Zooey von 1961 benannt. Sie besuchte die Crossroads School for Arts and Sciences in Santa Monica, wo sie sich unter anderem auch mit Kate Hudson und Jake Gyllenhaal anfreundete. Während der Sommerferien besuchte sie regelmäßig ein Ferienlager für Darstellende Künste in Hancock (New York). Bevor sie hauptberuflich Schauspielerin wurde, studierte sie ein halbes Jahr an der Northwestern University.
Deschanel verlobte sich am 28. Dezember 2008 mit dem Musiker Ben Gibbard, sie heirateten im September 2009. Die beiden trennten sich Halloween 2011 in gegenseitigem Einvernehmen, Ende des Jahres reichte Deschanel aufgrund „unüberbrückbarer Differenzen“ die Scheidung ein, die am 12. Dezember 2012 von einem Gericht in Los Angeles vollzogen wurde.
Im Januar 2015 verlobte sich Deschanel mit dem Produzenten Jacob Pechenik, welchen sie im Juni 2015 heiratete. Das Paar wurde im August 2015 Eltern einer Tochter und 2017 eines Sohnes. Im September 2019 trennte sich das Paar und wurde im Juni 2020 geschieden. Seit 2019 ist sie mit dem kanadischen Bauunternehmer und Fernsehproduzenten Jonathan Scott zusammen.

## Karriere

### Schauspiel
Ihr Debüt vor der Kamera gab Deschanel 1998 in einer Episode von Veronica’s Closet. 1999 hatte sie eine Filmnebenrolle in der Komödie Dr. Mumford von Lawrence Kasdan. Im selben Jahr erschien sie auch im Musikvideo She’s Got Issues von The Offspring. Ihre erste größere Rolle hatte sie in dem Film Almost Famous – Fast berühmt (2000) als Anita Miller.
In dem Independent-Film The Good Girl (2002) mit Jennifer Aniston in der Hauptrolle spielte Deschanel eine gelangweilte Supermarktkassiererin. Beim Mar Del Plata Film Festival wurde sie 2003 als beste Schauspielerin in der Rolle der Noel im Drama All the Real Girls (2003) ausgezeichnet. Für denselben Film war sie auch bei den Independent Spirit Awards 2004 nominiert.
2005 spielte sie in der Literaturverfilmung Per Anhalter durch die Galaxis die Trillian. In der Liebeskomödie Zum Ausziehen verführt (2006) spielte sie Kit, die Mitbewohnerin der Protagonistin (Sarah Jessica Parker). In Andrew Dominiks Western-Drama Die Ermordung des Jesse James durch den Feigling Robert Ford (2007) mit Brad Pitt und Mary-Louise Parker spielte Deschanel eine Tänzerin, die sich auf eine Affäre mit Robert Ford (Casey Affleck) einlässt. Im selben Jahr spielte sie eine Nebenrolle in Brücke nach Terabithia.
Ein Jahr später hatte sie in Jim Carreys Komödie Der Ja-Sager die weibliche Hauptrolle inne. Im Jahr 2009 spielte sie an der Seite von Joseph Gordon-Levitt die weibliche Hauptrolle in dem Independent-Liebesfilm (500) Days of Summer. Für ihre Darstellung der Summer Finn, eine junge Frau, die nicht an die große Liebe oder Beziehungen glaubt, wurde Deschanel für den Satellite Award als beste Hauptdarstellerin nominiert. Ebenfalls 2009 war Deschanel neben ihrer Schwester Emily in deren Erfolgsserie Bones – Die Knochenjägerin zu sehen. Dort spielte sie die Cousine der Hauptfigur.
Von 2011 bis 2018 spielte Deschanel die Titelfigur Jessica „Jess“ Day in der Fox-Sitcom New Girl, für die sie eine Golden-Globe-Nominierung als Beste Serien-Hauptdarstellerin – Komödie oder Musical erhalten hat. Deschanel schrieb und sang die Titelmelodie Hey Girl der Serie.
2020 war Deschanel im Musikvideo zu Katy Perrys Song Not the End of the World zu sehen.

### Musik

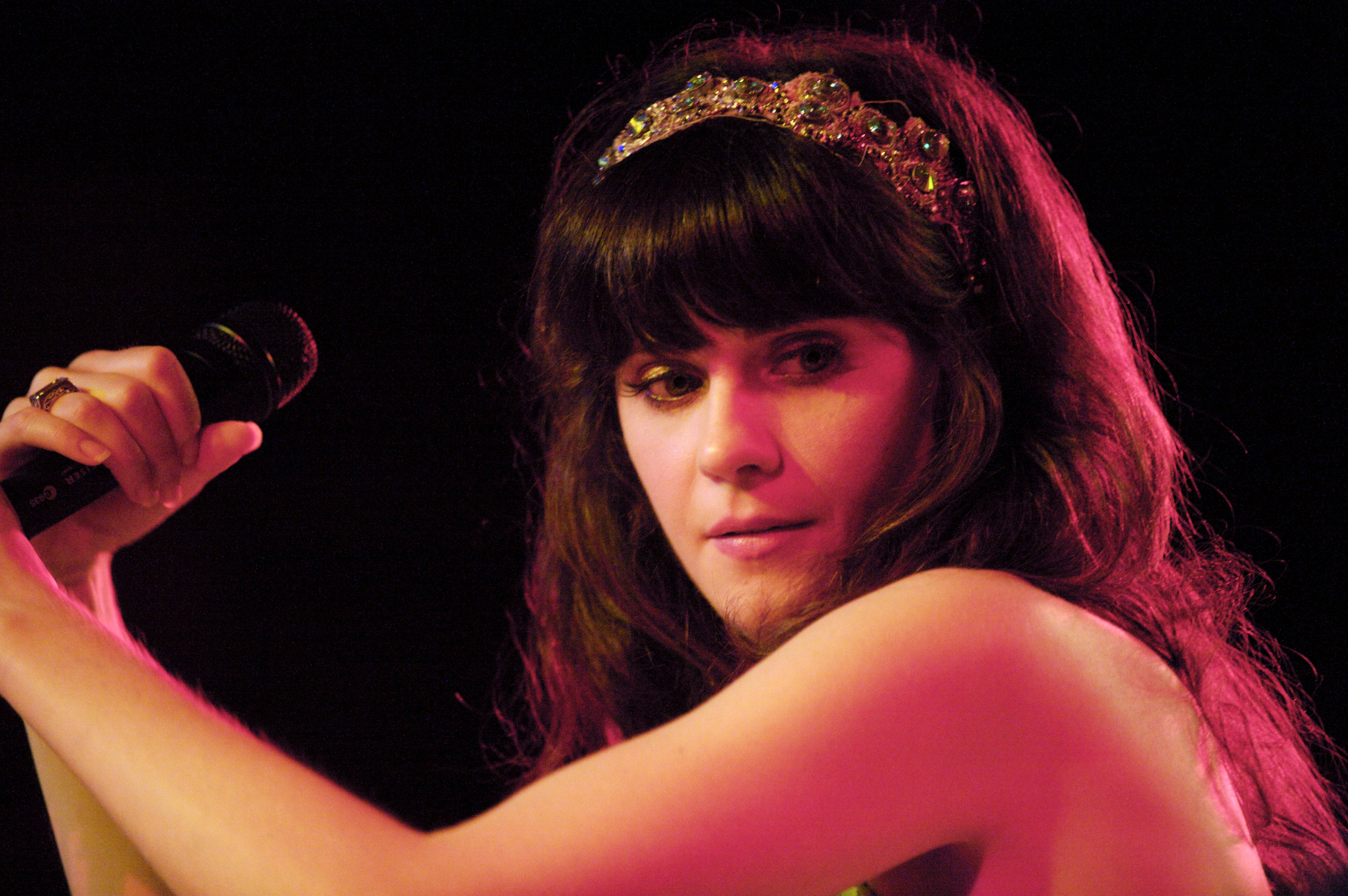
Zooey Deschanel in Nashville (2008)

Zusammen mit Schauspielkollegin Samantha Shelton bildet Deschanel die Kabarett-Gruppe If All the Stars Were Pretty Babies, die sporadisch in Los Angeles und Umgebung auftritt. Deschanel singt dabei unter anderem Lieder aus Buddy – Der Weihnachtself.
Gemeinsam mit dem Musiker M. Ward bildet Deschanel das Indie-Duett She & Him; sie spielt Ukulele und Klavier. Das Debütalbum wurde im März 2008 unter dem Namen Volume One veröffentlicht. Ihr zweites Album Volume Two erschien im März 2010. Im Oktober 2011 erschien das Weihnachtsalbum A Very She & Him Christmas. Im Mai 2013 veröffentlichte das Duett das Album Volume 3. Ihr Album Classics erschien am 23. November 2014.
Deschanel betreibt mit Produzentin Sophia Rossi und Autorin Molly McAleer eine sich hauptsächlich an weibliches Publikum richtende Unterhaltungswebsite, HelloGiggles.com, zu der sie auch eigene Songs beisteuert.
Im März 2014 veröffentlichte Deschanel mit dem US-amerikanischen Musiker Prince die Download-Single Fallinlove2nite.

## Filmografie (Auswahl)
- 1998: Veronica (Veronica’s Closet, Fernsehserie, Folge 1x12 Veronica und die Piraten)
- 1999: Dr. Mumford (Mumford)
- 1999–2002: Making the Video (Doku-Serie, 2 Folgen)
- 2000: Almost Famous – Fast berühmt (Almost Famous)
- 2001: Manic – Weggesperrt (Manic)
- 2002: The Good Girl
- 2002: Abandon
- 2002: Jede Menge Ärger (Big Trouble)
- 2002: The New Guy
- 2002: Sweet Friggin’ Daisies (Kurzfilm)
- 2002: Frasier (Fernsehserie, Folge 10x04 Eine Kusine zum Knutschen)
- 2003: Whatever We Do (Kurzfilm)
- 2003: All the Real Girls
- 2003: It’s Better to Be Wanted for Murder Than Not to Be Wanted at All
- 2003: House Hunting (Kurzfilm)
- 2003: Buddy – Der Weihnachtself (Elf)
- 2004: Cracking Up (Fernsehserie, Folge 1x02 Birds Do It)
- 2004: Eulogy – Letzte Worte (Eulogy)
- 2005: Per Anhalter durch die Galaxis (The Hitchhiker’s Guide to the Galaxy)
- 2005: American Dad (American Dad!, Fernsehserie, Folge 1x03 Vatersorgen, Stimme)
- 2005: Winter Passing
- 2005: Once Upon a Mattress (Fernsehfilm)
- 2006: Zum Ausziehen verführt (Failure to Launch)
- 2006: Live Free or Die
- 2006–2007: Weeds – Kleine Deals unter Nachbarn (Weeds, Fernsehserie, 4 Folgen)
- 2007: The Good Life
- 2007: The Go-Getter
- 2007: Brücke nach Terabithia (Bridge to Terabithia)
- 2007: Flakes
- 2007: Raving (Kurzfilm)
- 2007: Könige der Wellen (Surf’s Up, Stimme)
- 2007: Die Ermordung des Jesse James durch den Feigling Robert Ford (The Assassination of Jesse James by the Coward Robert Ford)
- 2007: Tin Man – Kampf um den Smaragd des Lichts (Tin Man, Fernsehdreiteiler, 3 Folgen)
- 2008: The Happening
- 2008:  Gigantic
- 2008: Der Ja-Sager (Yes Man)
- 2008, 2012, 2013: Die Simpsons (The Simpsons, Fernsehserie, Stimme, 3 Folgen)
- 2009: (500) Days of Summer
- 2009: Bones – Die Knochenjägerin (Bones, Fernsehserie, Folge 5x10 Was vom Mann der Weihnacht übrig blieb)
- 2010: Drunk History (Fernsehserie, Folge 2x01 Drunk History Vol. 5: Featuring Will Ferrell)
- 2010: Havin’ a Summah (Kurzfilm)
- 2010: Funny or Die Presents … (Fernsehserie, Folge 1x01)
- 2011: Our Idiot Brother
- 2011: Your Highness
- 2011–2018: New Girl (Fernsehserie, 146 Folgen)
- 2015: The Driftless Area – Nichts ist wie es scheint (The Driftless Area)
- 2015: Rock the Kasbah
- 2016: Trolls (Stimme)
- 2016: Brooklyn Nine-Nine (Fernsehserie, Folge 4x04)
- 2020: Trolls World Tour (Stimme)
- 2022: Dreamin’ Wild – Ein Leben für die Musik (Dreamin’ Wild)
- 2022: Storybots: Answer Time (Fernsehserie, Folge 1x02, Stimme)
- 2023: Physical (Fernsehserie, 7 Folgen)
- 2023: Trolls – Gemeinsam Stark (Trolls Band Together, Stimme)
- 2024: Harold und die Zauberkreide (Harold and the Purple Crayon)

## Diskografie
Singles
- 2011: Hey Girl
- 2014: Fallinlove2nite (featuring Prince)
- 2020:  1 4 U (Steve Aoki featuring Zooey Deschanel)

## Auszeichnungen und Nominierungen
| Jahr | Auszeichnung                                    | Kategorie                                                               | Nominierte Arbeit    | Ergebnis  |
| ---- | ----------------------------------------------- | ----------------------------------------------------------------------- | -------------------- | --------- |
| 2003 | Festival Internacional de Cine de Mar del Plata | Best Actress                                                            | All the Real Girls   | Gewonnen  |
| 2004 | Chlotrudis Award                                | Best Actress                                                            | All the Real Girls   | Nominiert |
| 2004 | Independent Spirit Award                        | Best Female Lead                                                        | All the Real Girls   | Nominiert |
| 2009 | Satellite Award                                 | Best Actress in a Motion Picture Musical or Comedy                      | (500) Days of Summer | Nominiert |
| 2011 | Satellite Award                                 | Best Performance by an Actress in a Musical or Comedy Television Series | New Girl             | Nominiert |
| 2012 | Golden Globe Award                              | Best Actress – Television Series Musical or Comedy                      | New Girl             | Nominiert |
| 2012 | Grammy Awards                                   | Best Song Written for Visual Media                                      | So Long              | Nominiert |
| 2012 | Teen Choice Award                               | Choice Fashion Icon                                                     | Zooey Deschanel      | Nominiert |
| 2012 | Teen Choice Award                               | Choice Actress: Comedy                                                  | New Girl             | Nominiert |
| 2012 | Critics’ Choice Television Award                | Best Comedy Actress                                                     | New Girl             | Gewonnen  |
| 2012 | The Comedy Award                                | Comedy Actress                                                          | New Girl             | Nominiert |
| 2012 | TV Guide Award                                  | Favorite Actress                                                        | New Girl             | Gewonnen  |
| 2012 | Primetime Emmy Award                            | Outstanding Lead Actress in a Comedy Series                             | New Girl             | Nominiert |
| 2013 | People’s Choice Award                           | Favorite TV Comedy Actress                                              | New Girl             | Nominiert |
| 2013 | Golden Globe Award                              | Best Actress – Television Series Musical or Comedy                      | New Girl             | Nominiert |